# Filip Wołucki
Filip Wołucki herbu Rawicz (zm. w 1642 roku) – wojewoda rawski w latach 1628–1642, kasztelan rawski w latach 1619–1628, chorąży rawski, starosta radomski w latach 1620–1642, starosta inowłodzki w latach 1622–1642, senator deputat na Trybunał Skarbowy Koronny w 1633 roku.
Jako senator wziął udział w sejmach: 1620, 1623, 1624, 1625, 1626 (I), 1626 (II), 1627, 1628, 1629 (I), 1629 (II), 1631, 1632 (I), 1632 (II), 1632 (III), 1633, 1634, 1635 (I), 1635 (II).
Był członkiem konfederacji generalnej zawiązanej 16 lipca 1632 roku. Podpisał pacta conventa Władysława IV Wazy w 1632 roku.